# ヒナザクラ
ヒナザクラ（雛桜、学名：Primula nipponica）は、サクラソウ科サクラソウ属の多年草。高山植物。

学名は、「日本のサクラソウ」の意味。

## 特徴
根茎は短く、その上に5-10個の葉を束生させる。葉は倒卵形で肉質、長さ2-4cm、幅1-1.5cmになり、先端には5-9個の大型の鋸歯がある。全体に無毛。
花期は6-7月。花茎の高さは7-15cmになり、先端に2-8個の花を散形につける。苞は線形で、花茎の先に輪生する。萼は深く5裂する。花冠は白色で径1cmになり、花喉部は黄色になり、5深裂し、裂片はさらに2浅裂する。果実は径3mmの蒴果となる。

## 分布と生育環境
日本特産。本州の東北地方に分布し、西吾妻山を南限、八甲田山を北限とする。多雪地の亜高山帯の湿原、雪田草原、湿った草地に生育する。鳥海山を基準標本産地とする。
早池峰山、岩木山には分布しない。

## ギャラリー

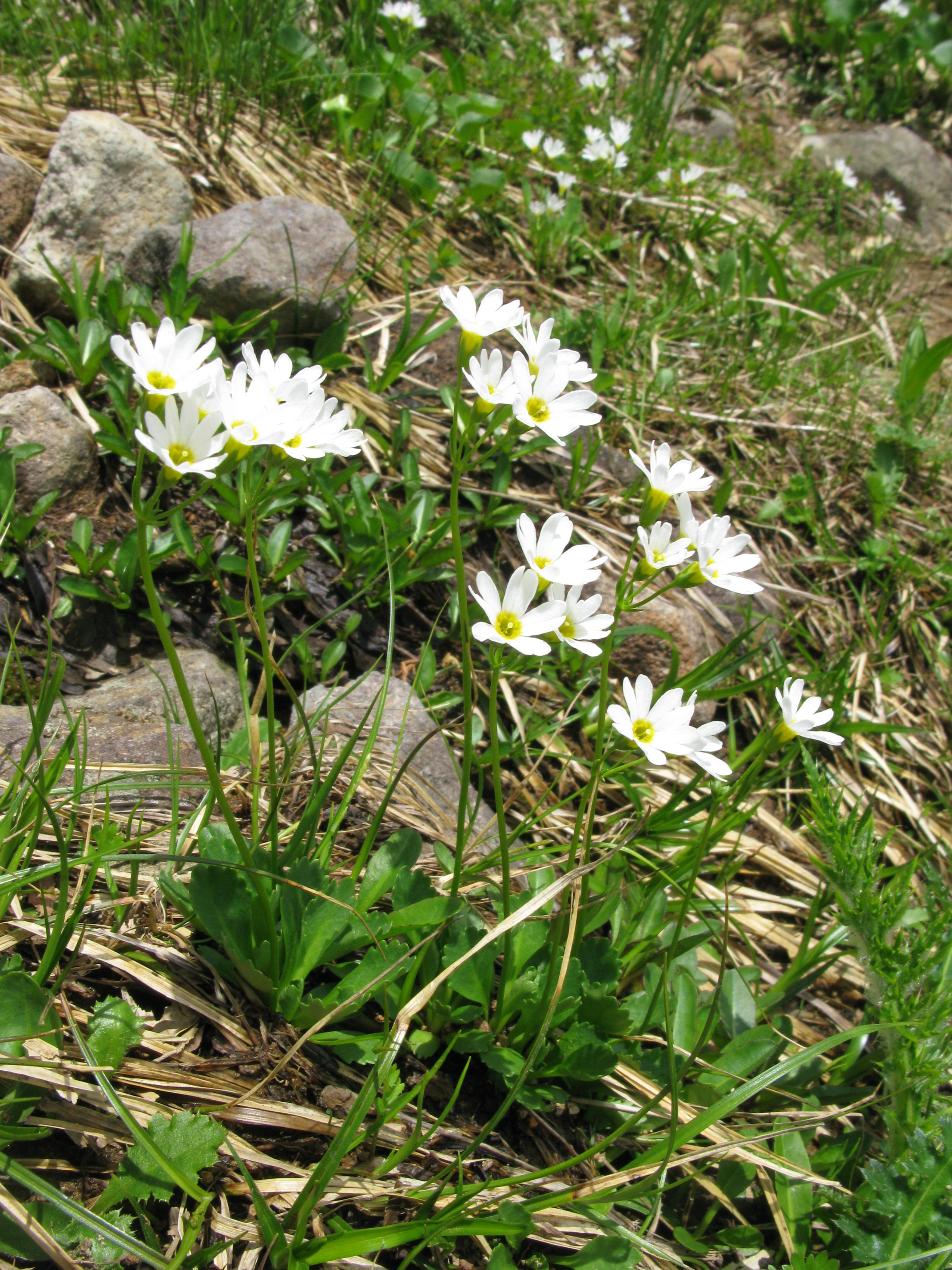
福島県西吾妻山にて。
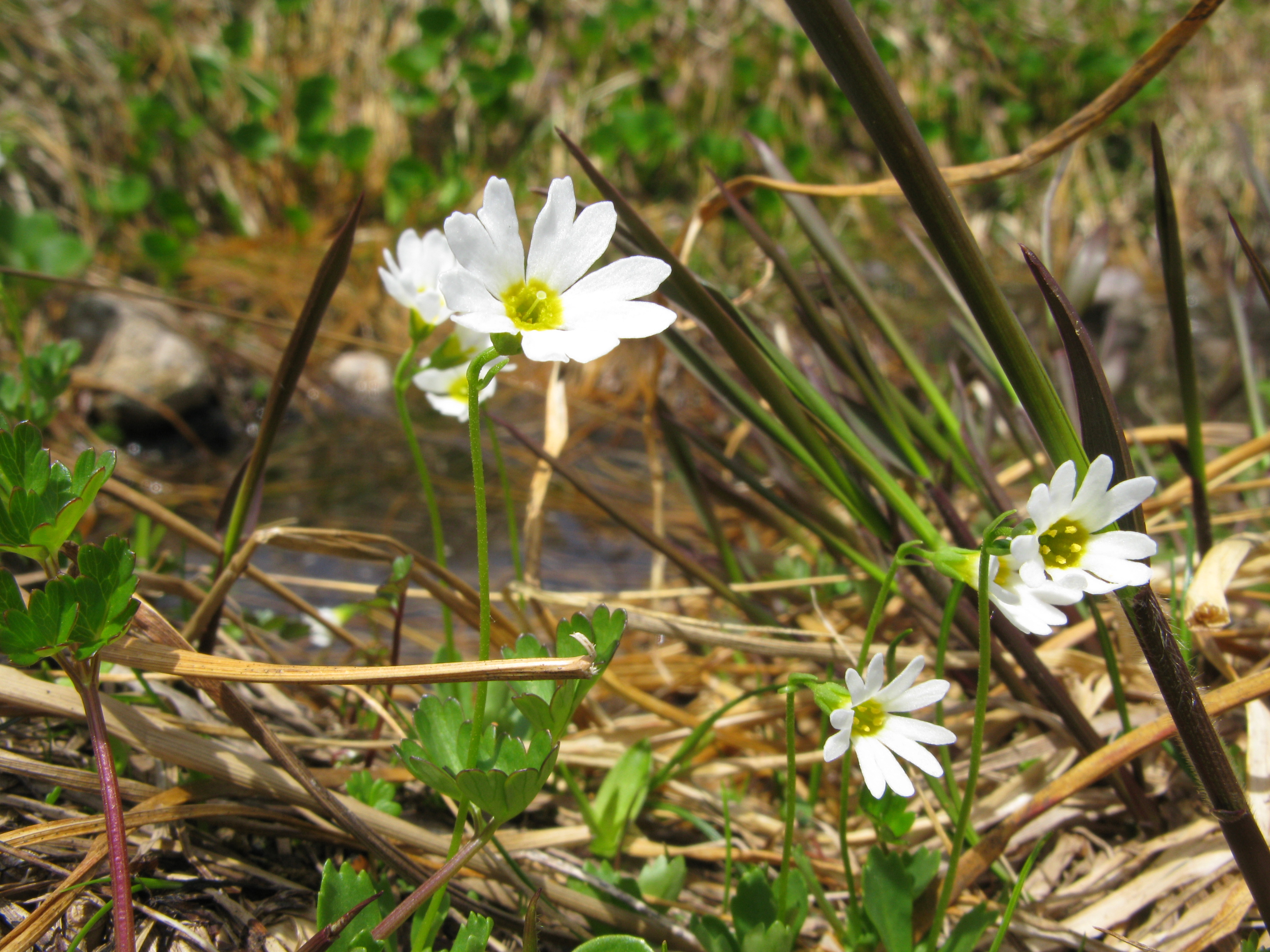
花冠は白色、花喉部は黄色。
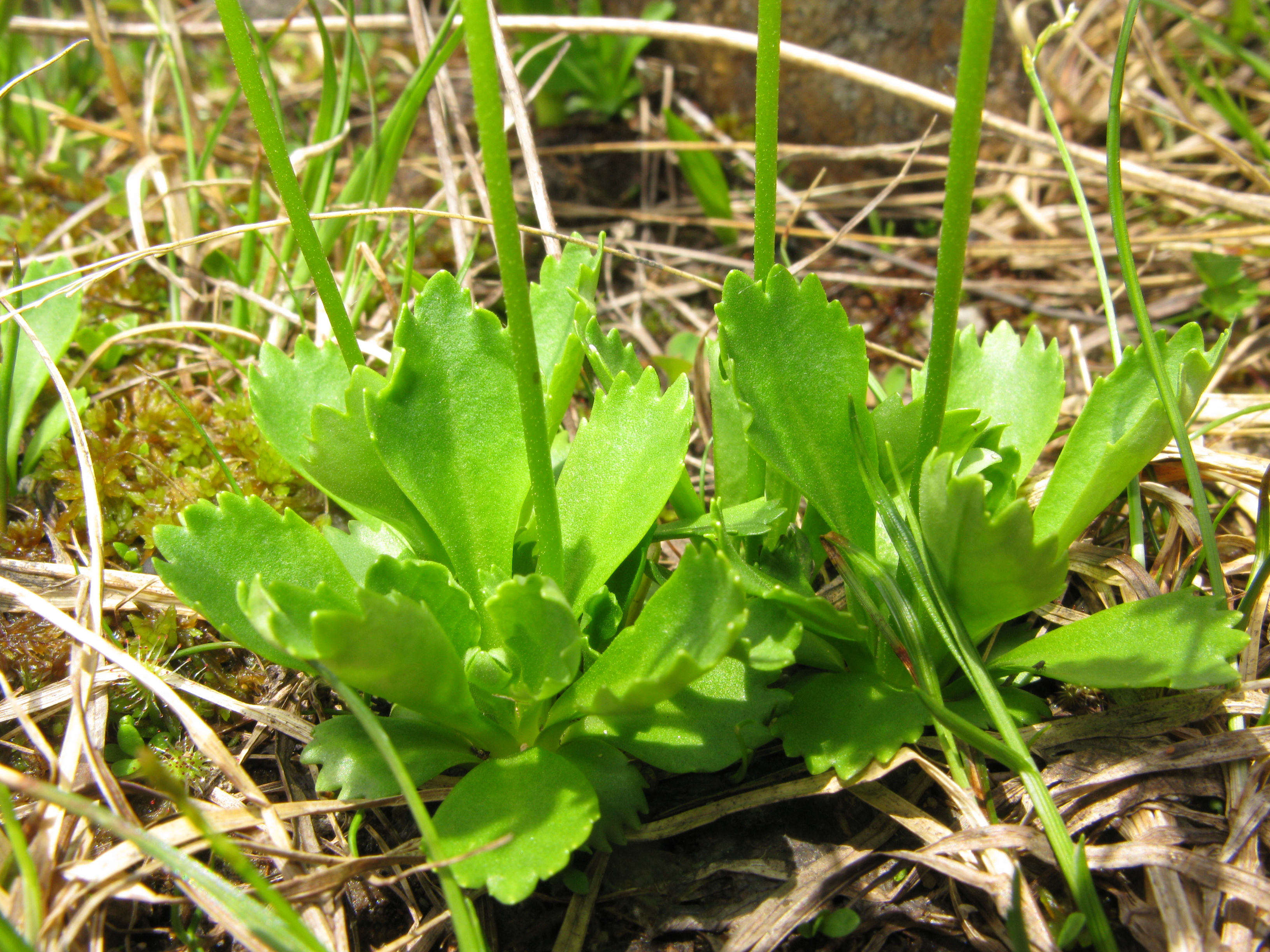
葉の先端に大型の鋸歯がある。